# Volo Air Rhodesia 825
Il volo Air Rhodesia 825 era un volo passeggeri di linea abbattuto dalla Zimbabwe People's Revolutionary Army (ZIPRA) il 3 settembre 1978, durante la guerra civile in Rhodesia. L'aereo coinvolto, un Vickers Viscount di nome Hunyani, stava effettuando l'ultima tratta del servizio regolare di linea di Air Rhodesia da Victoria Falls alla capitale Salisbury, passando per la località turistica di Kariba.
Poco dopo il decollo del volo 825, un gruppo di guerriglieri dello ZIPRA lo colpì sull'ala di tribordo con un missile a raggi infrarossi terra-aria Strela-2 di fabbricazione sovietica, danneggiando gravemente l'aereo e costringendo l'equipaggio ad effettuare un atterraggio di emergenza. Un tentativo di atterraggio sul ventre in un campo di cotone appena a ovest di Karoi è stato sventato da un fosso, che causò la rotazione dell'aereo e la rottura. Dei 52 passeggeri e quattro membri dell'equipaggio 38 morirono nello schianto; i guerriglieri si avvicinarono al relitto, radunarono i 10 sopravvissuti che potevano vedere e li massacrarono con colpi di arma da fuoco automatici. Tre passeggeri sopravvissero nascondendosi nella boscaglia circostante, mentre altri cinque non erano presenti perché erano andati a cercare acqua prima dell'arrivo degli attentatori.
Il leader della ZIPRA Joshua Nkomo rivendicò pubblicamente la responsabilità per abbattere l'Hunyani in un'intervista a Today, della BBC, dicendo che l'aereo era stato usato per scopi militari, ma negando che i suoi uomini avevano ucciso dei sopravvissuti a terra. La maggioranza dei rhodesiani, sia bianchi che neri, vide l'attacco come un atto di terrorismo. A ciò seguì una feroce reazione rhodesiana contro le roccaforti nemiche e aumentò la tensione razziale, anche se pochi rhodesiani neri sostenevano attacchi di questo tipo. Rapporti che vedevano negativamente l'attacco apparvero su riviste internazionali come la rivista Time, ma non vi fu quasi alcun riconoscimento da parte dei governi d'oltremare, con grande indignazione del governo della Rhodesia.
I colloqui tra Nkomo e il primo ministro Ian Smith, che stavano procedendo in modo promettente, furono immediatamente sospesi dai rhodesiani, con Smith che definì Nkomo un "mostro". Il 10 settembre Smith annunciò l'estensione della legge marziale su aree selezionate. Nei mesi successivi le forze di sicurezza rhodesiane lanciarono diversi attacchi di rappresaglia in Zambia e Mozambico, attaccando sia ZIPRA che il suo rivale, l'Esercito di Liberazione Nazionale Africano dello Zimbabwe (ZANLA). L'attacco a ZIPRA, in particolare, suscitò grandi polemiche poiché molti degli uccisi erano rifugiati accampati all'interno e intorno alle posizioni della guerriglia. Nel febbraio 1979 ZIPRA abbatté il volo Air Rhodesia 827, un altro volo civile, in un incidente quasi identico. Morirono tutti gli occupanti.

## Sfondo
Una disputa sui termini per la concessione della piena sovranità alla colonia autonoma della Rhodesia portò il governo coloniale, guidato dal primo ministro Ian Smith, a dichiarare unilateralmente l'indipendenza dal Regno Unito l'11 novembre 1965. L'idea di "nessuna indipendenza prima della regola della maggioranza" aveva recentemente guadagnato terreno in Gran Bretagna e altrove durante la decolonizzazione, e il governo della Rhodesia era dominato dalla minoranza bianca del paese, quindi la dichiarazione unilaterale non è stata riconosciuta a livello internazionale, così la Gran Bretagna e le Nazioni Unite imposero delle sanzioni economiche alla Rhodesia.
Due gruppi nazionalisti neri rivali sostenuti dai comunisti avviarono delle campagne militari per rovesciare il governo e introdurre il governo della maggioranza: l'Unione Nazionale Africana dello Zimbabwe (ZANU), affiliata con la Cina, che comprendeva principalmente appartenenti all'etnia Shona, creò l'Esercito di Liberazione Nazionale Africano dello Zimbabwe (ZANLA) e adottò alcuni aspetti della dottrina maoista, mentre l'Unione Popolare Africana dello Zimbabwe (ZAPU) dominata dagli Ndebele, affiliata con il marxismo-leninismo di stile sovietico e con il Patto di Varsavia, mobilitò l'Esercito Rivoluzionario del Popolo dello Zimbabwe (ZIPRA). Questi eserciti di guerriglia procedettero a condurre quella che definirono la "Secondo Chimurenga" contro il governo della Rhodesia e le sue forze di sicurezza. Il conflitto che ne seguì, la Guerra civile in Rhodesia, iniziò seriamente nel dicembre 1972, quando lo ZANLA attaccò Altena e Whistlefield Farms nella Rhodesia nord-orientale.
Dopo che le forze di sicurezza organizzarono con successo una campagna di contro-insurrezione durante il 1973 e il 1974, gli sviluppi all'estero fecero sì che lo slancio del conflitto si spostasse a favore degli insorti. La rivoluzione dei garofani dell'aprile 1974 indusse il Portogallo a ritirare il suo principale sostegno economico all'amministrazione Smith e portò all'indipendenza del Mozambico l'anno successivo come stato comunista apertamente alleato con lo ZANU. Nello stesso periodo, l'altro principale sostenitore della Rhodesia, il Sudafrica, adottò un'iniziativa di distensione che indusse un cessate il fuoco, dando ai guerriglieri il tempo di riorganizzarsi. In seguito alla fallita conferenza di Victoria Falls dell'agosto 1975, Smith e il leader della ZAPU Joshua Nkomo tennero, senza successo, alcuni colloqui tra il dicembre 1975 e il marzo 1976. Lo ZANU e lo ZAPU annunciarono nell'ottobre 1976, durante il periodo che precedeva la fallita Conferenza di Ginevra di dicembre, che da quel momento in avanti avrebbero partecipato alle conferenze come un "Fronte patriottico" congiunto.
Nel marzo 1978 Smith e gruppi nazionalisti non militanti guidati dal vescovo Abel Muzorewa, il reverendo Ndabaningi Sithole e il capo Jeremiah Chirau concordarono quello che divenne l'"Accordo interno", creando un governo di transizione congiunto bianco-nero, con il paese che doveva essere ricostituito come Zimbabwe-Rhodesia nel 1979, in seguito alle elezioni multirazziali. ZANU e ZAPU erano stati invitati a partecipare, ma rifiutarono; Nkomo soprannominò sardonicamente i colleghi neri di Smith "i fabbri" (blacksmiths). Lo ZANU proclamò il 1978 "l'anno del popolo" mentre la guerra continuava. Dei funzionari dello United African National Council di Muzorewa, inviati nelle province per spiegare l'Accordo interno ai neri rurali, furono uccisi dai guerriglieri marxisti-leninisti. Gli insorti iniziarono anche a prendere di mira i missionari cristiani, culminando con l'uccisione di nove missionari britannici e quattro bambini nella missione di Elim, vicino al confine con il Mozambico, il 23 giugno.
Il governo di transizione fu accolto male all'estero, in parte perché l'Accordo manteneva il controllo delle forze dell'ordine, dell'esercito, della magistratura e del servizio civile sotto il controllo dei bianchi. Nessun paese riconobbe l'amministrazione provvisoria della Rhodesia. Smith lavorò nuovamente per portare Nkomo nel governo, sperando che ciò gli desse credito a livello nazionale, richiedesse il riconoscimento diplomatico all'estero e aiutasse le forze di sicurezza a sconfiggere lo ZANLA. A partire dal 14 agosto 1978, partecipò a riunioni segrete con Nkomo a Lusaka, nello Zambia (dove aveva sede la ZAPU), con l'assistenza della società mineraria Lonrho. Provarono anche a coinvolgere anche il leader dello ZANU Robert Mugabe, ma Mugabe non avrebbe preso parte ai colloqui. Secondo lo storico militare sudafricano Jakkie Cilliers, i negoziati tra Smith e Nkomo procedettero bene e "sembravano sull'orlo del successo" all'inizio del settembre 1978. Il 2 settembre, Smith e Nkomo rivelarono pubblicamente che gli incontri segreti stavano avendo luogo.

## L'incidente

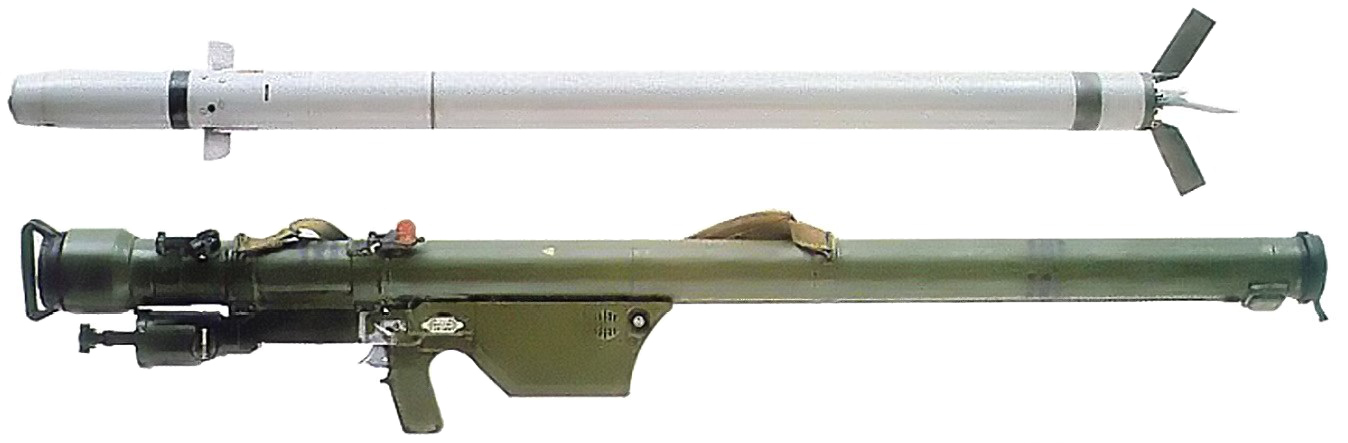
Un lanciamissili terra-aria Strela-2 e uno dei suoi missili.

### Precedenti minacce al traffico aereo della Rhodesia
Il traffico aereo della Rhodesia non fu seriamente minacciato fino al 1977 circa, nelle ultime fasi della guerra; prima di questo momento nessuna delle forze rivoluzionarie aveva le armi per lanciare un valido attacco contro un bersaglio aereo. L'arma che rese possibili tali attacchi per la ZIPRA fu il lanciamissili terra-aria Strela-2, fornito dall'Unione Sovietica dalla metà degli anni '70 come parte del supporto materiale del Patto di Varsavia. Nel settembre 1978, erano stati segnalati 20 tentativi di abbattere aerei militari rhodesiani usando queste armi, tutti falliti. Alcuni Dakota della Rhodesian Air Force erano stati colpiti, ma erano tutti sopravvissuti ed erano atterrati sani e salvi. Nessun aereo civile era stato ancora preso di mira durante la guerra civile.

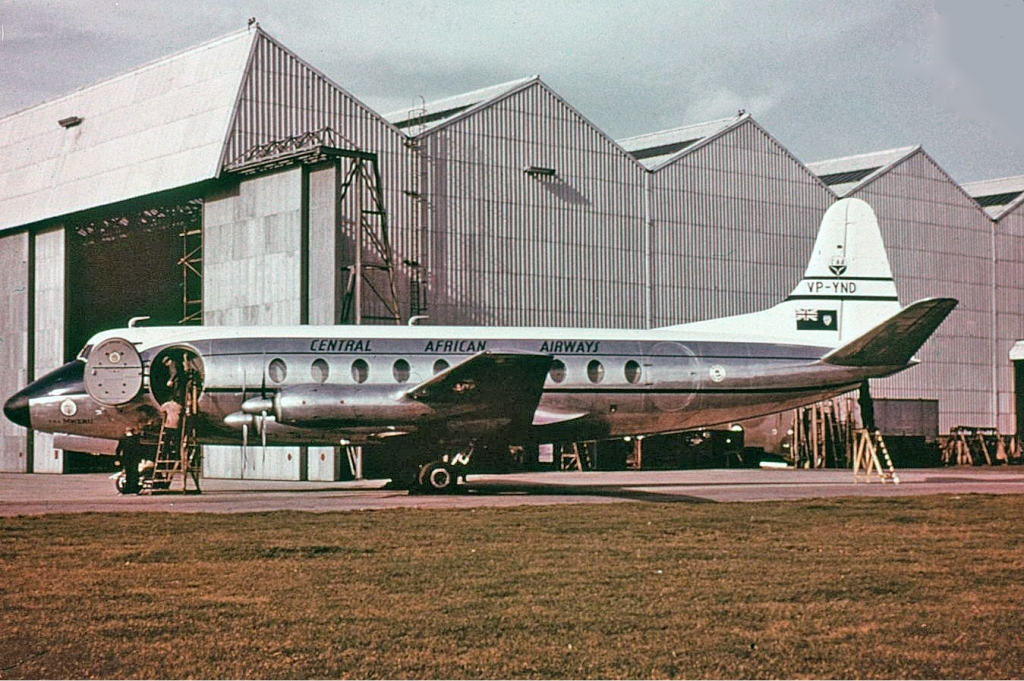
Un Vickers Viscount della Central African Airways, predecessore di Air Rhodesia, nel 1957.

### Il volo
Air Rhodesia era la compagnia aerea nazionale del paese, istituita dal governo il 1 settembre 1967 per succedere alla Central African Airways sciolta alla fine di quell'anno. Con sede all'aeroporto di Salisbury, la rete di voli di Air Rhodesia alla fine degli anni '70 comprendeva un programma nazionale di voli passeggeri e merci, nonché servizi internazionali verso le città sudafricane di Johannesburg e Durban.
Il velivolo operante il volo 825 era un Vickers Viscount 782D, un aereo turboelica di fabbricazione britannica con due motori su ciascuna ala. Fu chiamato Hunyani dal fiume omonimo che scorreva tra il lago Kariba e la capitale della Rhodesia Salisbury.
Il Viscount era alla seconda e ultima tappa del suo volo di linea tra Victoria Falls e Salisbury, con scalo nella località turistica di Kariba. Nonostante gli occasionali attacchi di razzi e mortai lanciati su Kariba dai guerriglieri ZIPRA sul lato settentrionale dello Zambesi (in Zambia), la località era rimasta una delle mete turistiche preferite della Rhodesia. Il volo del 3 settembre 1978, domenica pomeriggio, da Kariba a Salisbury trasportava quattro membri dell'equipaggio e 52 passeggeri, la maggior parte dei quali erano vacanzieri di Salisbury, che tornavano a casa dopo un fine settimana al lago. Il volo decollò dall'aeroporto di Kariba nei tempi previsti poco dopo le 17:00, ora dell'Africa Centrale.
Il volo 825 era pilotato dal capitano John Hood, 36 anni, originario di Bulawayo, che aveva conseguito la licenza di pilota commerciale nel 1966. Aveva volato sui Viscounts per Air Rhodesia dal 1968 e aveva anche prestato servizio nell'aeronautica militare della Rhodesia su un volo volontario. Il suo primo ufficiale, Garth Beaumont, aveva 31 anni e aveva vissuto in Rhodesia per la maggior parte della sua vita, essendo immigrato da bambino dal Sud Africa. Le due hostess di volo erano Dulcie Esterhuizen, 21 anni originaria di Bulawayo, e Louise Pearson, 23 anni, di Salisbury.

### L'abbattimento
Un gruppo di guerriglieri ZIPRA, armati con un lanciamissili Strela-2, attese nella boscaglia lungo la traiettoria del volo 825 e sparò contro il Viscont circa cinque minuti dopo il decollo, mentre era ancora nella fase di salita. Il missile a ricerca di calore colpì l'ala di tribordo ed esplose, facendo esplodere anche il motore interno. Un serbatoio del carburante e le linee idrauliche si ruppero, creando un incendio impossibile da spegnere. Il secondo motore di dritta si guastò quasi immediatamente, lasciando Hood con solo i suoi due motori di babordo. Ansando selvaggiamente, l'Hunyani iniziò a discendere rapidamente.
Alle 17:10 il comandante Hood inviò una richiesta di soccorso al controllo del traffico aereo, informandoli che aveva perso i due motori di dritta e che stavano per schiantarsi. "Stiamo cadendo", disse alla radio. informò i suoi passeggeri di prepararsi per un atterraggio di emergenza, puntando verso un campo aperto di cotone nelle Whamira Hills, nella boscaglia a ovest di Karoi, con l'intenzione di far atterrare il velivolo. L'atterraggio risultò relativamente stabile fino a quando l'Hunyani non colpì un fosso, ruotò su sé stesso ed esplose. Anche i rimanenti serbatoi di carburante presero fuoco, incendiando la cabina distrutta.

### Massacro a terra
Delle 56 persone a bordo, 38, inclusi il comandante Hood e il primo ufficiale Beaumont, morirono nell'incidente. Si contavano diciotto sopravvissuti, anche se feriti, che uscirono dal relitto. Dopo aver aiutato gli altri, uno dei passeggeri, Cecil MacLaren, guidò altre quattro persone, i due giovani sposini Robert e Shannon Hargreaves, Sharon Coles e sua figlia di quattro anni Tracey, in direzione di un villaggio vicino in cerca di acqua. Gli altri 13 rimasero vicino al relitto. Nel frattempo nove guerriglieri si diressero verso il luogo dello schianto, raggiungendolo intorno alle 17:45. Tre dei 13 sopravvissuti rimasti sul luogo dell'incidente si nascosero vedendo le figure avvicinarsi: il riservista dell'esercito rhodesiano Anthony Hill, 39 anni, si rifugiò nella boscaglia circostante, mentre l'uomo d'affari Hans Hansen e sua moglie Diana fecero lo stesso. Questo lasciò 10 passeggeri in bella vista vicino al relitto, tra cui quattro donne e due ragazze (di 11 e 4 anni).
I guerriglieri, armati di fucili AK-47, si presentarono ai 10 passeggeri come amichevoli, dicendo che avrebbero chiamato aiuto e portato acqua. Parlarono in inglese, sia con i sopravvissuti che tra di loro. Dissero ai passeggeri di radunarsi intorno a un punto a pochi metri dal relitto; quando i sopravvissuti dissero che alcuni di loro erano troppo gravemente feriti per camminare, gli insorti dissero agli uomini abili di trasportare gli altri. I passeggeri vennero riuniti in un'area di circa 10 metri quadrati (110 piedi quadrati). In piedi a circa 15 metri (49 piedi) di distanza, gli estranei ora alzarono le armi. "Avete preso la nostra terra", disse uno di loro. "Per favore non sparateci!" gridò uno dei passeggeri, poco prima di essere ucciso da una prolungata raffica di armi da fuoco automatiche. Quelli sopravvissuti al fuoco iniziale sono stati attaccati a colpi di baionetta (tra cui una madre e il suo bambino di 3 settimane).
Dopo aver raccolto l'acqua dal villaggio vicino, MacLaren e i suoi compagni erano quasi tornati sul luogo dell'incidente quando sentirono gli spari. Pensando che fossero munizioni personali in un bagaglio che esplodevano per il caldo, continuarono per la loro strada e chiamarono gli altri passeggeri, che pensavano fossero ancora vivi. Questo avvertì gli insorti della presenza di altri sopravvissuti; uno dei guerriglieri, evidentemente ansioso di fare altre vittime, disse al gruppo di MacLaren di "venire qui". Gli insorti quindi aprirono il fuoco sulla loro posizione generale, spingendo MacLaren e gli altri a fuggire. Anche Hill e gli Hansen corsero via; i guerriglieri li scoprirono, ma i fuggiaschi si nascosero con successo dietro un crinale. Dopo essere rimasti lì per circa due ore, videro gli aggressori tornare sul luogo dell'incidente verso le 19:45. I guerriglieri saccheggiarono la cabina distrutta e alcune delle valigie sparse per il luogo, riempiendosi le braccia con gli effetti personali dei passeggeri, per poi allontanarsi.
I sopravvissuti vennero trovati nei giorni successivi dall'esercito e dalla polizia Rhodesiani. Hill e gli Hansen furono portati al Kariba Hospital, mentre MacLaren e il suo gruppo furono trasportati in aereo all'Andrew Fleming Hospital di Salisbury.

### Nkomo rivendica la responsabilità, ma nega di aver ucciso i sopravvissuti
Nkomo rivendicò la responsabilità dell'attacco in un'intervista con il programma radiofonico Today della BBC il giorno successivo, ridendo mentre lo faceva, suscitando orrore nella maggior parte degli osservatori rhodesiani, sia bianchi che neri. Disse di aver ricevuto informazioni secondo cui l'Hunyani veniva utilizzato per scopi militari. L'uomo disse di essere dispiaciuto per le morti, in quanto non era politica del suo partito uccidere i civili, e negò che i suoi uomini avessero ucciso i sopravvissuti sul campo; al contrario, disse che i suoi uomini li avevano aiutati e li avevano lasciati vivi. Arrivò ad accusare l'Air Rhodesia di trasportare surrettiziamente truppe e materiale bellico per il governo, un'accusa che il capitano Pat Travers, direttore generale di Air Rhodesia, definì una "totale e deliberata menzogna".
Secondo Eliakim Sibanda, un professore e oratore dei diritti umani che scrisse una storia sullo ZAPU, Nkomo stava insinuando che la responsabilità del massacro fosse di pseudo-guerriglie delle forze di sicurezza, più specificamente l'unità Selous Scouts, che era stata spesso accusata di brutalizzare i civili rurali con l'obiettivo di cambiare l'opinione pubblica. Sibanda affermava che il massacro "non può essere messo al di là" degli scout, e sostiene anche l'affermazione di Nkomo secondo cui l'Hunyani era stato usato militarmente, suggerendo che la ZIPRA potrebbe aver creduto che ci fossero soldati rhodesiani a bordo. "La televisione rhodesiana, prima degli attacchi allo ZANLA in Mozambico, aveva mostrato il Viscount che trasportava i paracadutisti per il lavoro", scrive, "... [e] l'intelligence ZIPRA sapeva che c'erano paracadutisti di stanza [a Victoria Falls]".

## Reazioni

### Tensioni razziali
Un rapporto pubblicato sulla rivista americana Time due settimane dopo descrisse l'incidente come "una vera storia dell'orrore, calcolata per far sembrare vera la più allarmante delle profezie del giorno del giudizio rhodesiano". La comunità bianca in Rhodesia reagì alla notizia con furia, e molti vollero pretendere una punizione per quello che loro e molti altri consideravano un atto di terrorismo. L'importante famiglia indo-rodesiana dei Gulab rimase particolarmente colpita dall'incidente, avendo perso otto membri nell'attacco. Sebbene le autorità rhodesiane non avessero riconosciuto immediatamente la causa dell'incidente, facendolo solo dopo quattro giorni di indagini, in poche ore la verità era di dominio pubblico per tutta Salisbury. Il primo ministro Smith scrisse nelle sue memorie che il "grado di rabbia... [era] difficile da controllare". I sudafricani bianchi erano ugualmente infuriati, in particolare dopo che sulla stampa sudafricana apparvero notizie secondo le quali gli assassini avevano violentato le passeggere prima di massacrarle. La Friends of Rhodesia Society in Sudafrica offrì una ricompensa di 100.000 rand a chiunque volesse uccidere Nkomo o portarlo a Salisbury per essere processato.
Geoffrey Nyarota, che era allora uno dei pochi giornalisti neri al giornale Rhodesia Herald, in seguito scrisse nelle sue memorie che molti bianchi divennero risentiti e diffidenti nei confronti dei neri in generale, credendo che fossero tutti "simpatizzanti del terrorismo". Descrivendo la redazione dell'Herald la notte dell'incidente, riferisce di un "vile temperamento collettivo" tra i sub-editori bianchi: "Hanno imprecato fino a quando le loro voci sono diventate rauche, minacciando terribili conseguenze per tutti i "terr" e i "munt" o "kaffir"... ho sentito che alcune delle osservazioni più sprezzanti fatte a voce inutilmente alta quella sera erano pensate appositamente per le mie orecchie."
Nei giorni successivi si sono verificati diversi incidenti a sfondo razziale. Secondo l'articolo del Time, un gruppo di bianchi entrò in un bar non segregato di Salisbury "facendo pressione sui grilletti dei fucili" e costrinsero i neri che bevevano lì ad andarsene. Il  Time riportò anche una voce secondo cui due giovani bianchi, venendo a conoscenza del massacro, spararono al primo uomo di colore che videro. Smith affermò che diversi potenziali gruppi di vigilanti chiesero il suo permesso di avventurarsi nella boscaglia intorno al luogo dell'incidente per "far pagare alla popolazione locale il loro crimine di ospitare e assistere i terroristi". Gli ordinò di non farlo, secondo le sue memorie, dicendo loro che molti neri rurali aiutavano i guerriglieri solo in condizioni estreme e che non sarebbe stato opportuno attaccarli. Molti rhodesiani non presero bene l'apparente mancanza di simpatia dai governi d'oltremare, soprattutto considerando il carattere dell'attacco e il suo obiettivo civile.

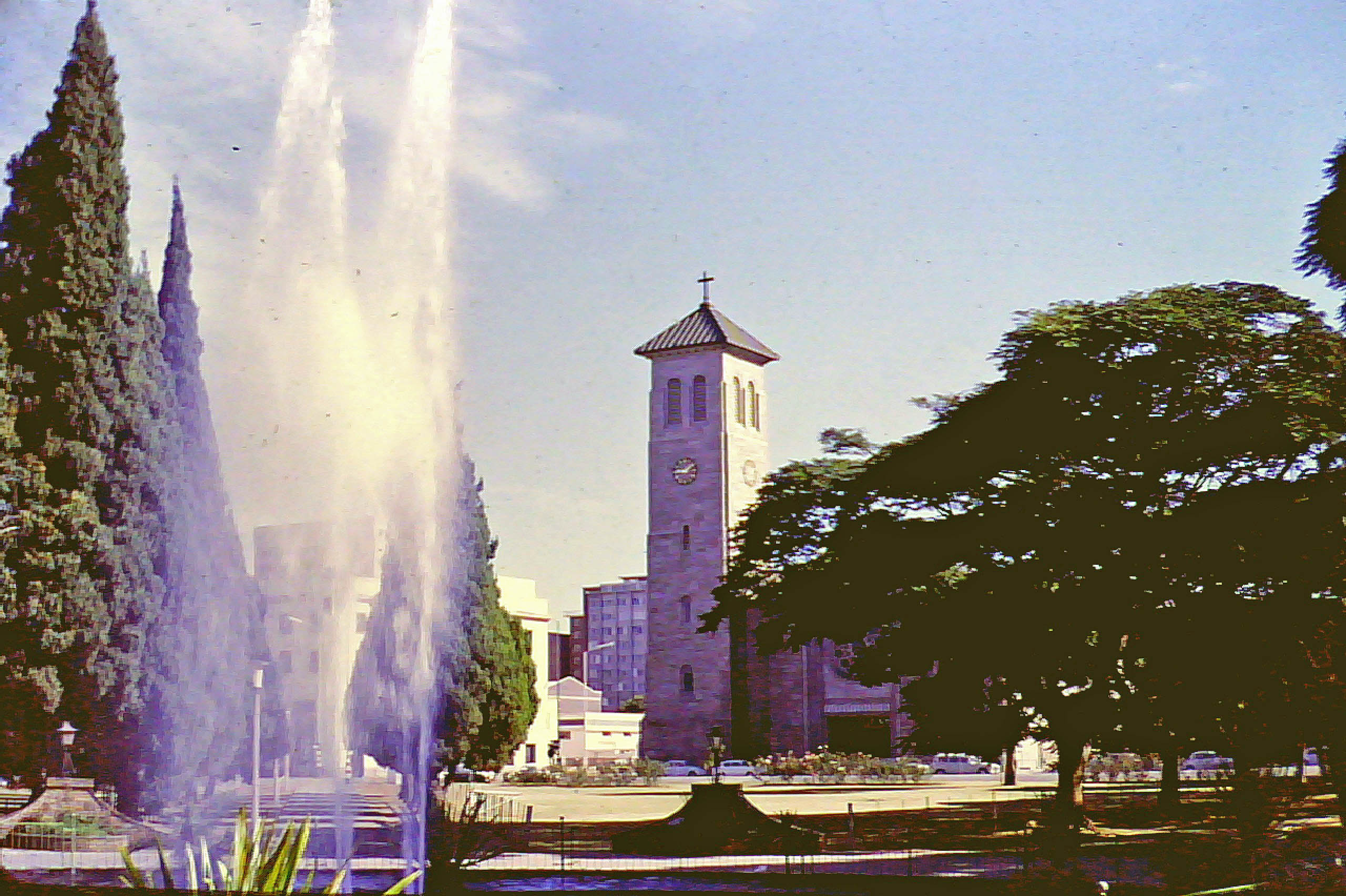
La cattedrale anglicana di Santa Maria e Tutti i Santi a Salisbury è stata il luogo del servizio commemorativo l'8 settembre 1978.

### Servizio commemorativo, 8 settembre 1978
In un servizio commemorativo tenuto l'8 settembre 1978 per i passeggeri e l'equipaggio del volo 825 presso la cattedrale anglicana di Salisbury, circa 2.000 persone si affollarono all'interno, con altre 500 in piedi fuori sui gradini e sul marciapiede, molti ascoltando il servizio all'interno su apparecchi radio portatili. Tra i presenti nella cattedrale spiccavano il personale in uniforme della Air Rhodesia e della South African Airways, nonché soldati del Rhodesian Special Air Service e alti ufficiali di altre unità militari. Parteciparono anche Smith e diversi ministri del governo, tra cui P K van der Byl, il co-ministro degli Affari esteri.
Il decano John de Costa tenne un sermone criticando quello che descrisse come un "silenzio assordante" dall'estero. "Nessuno che considera sacra la dignità della vita umana può essere tutt'altro che disgustato per gli eventi coinvolgenti il Viscount", disse. «Ma siamo assordati dalla voce di protesta di nazioni che si dicono civilizzate? Non lo siamo! Come gli uomini nella storia del Buon Samaritano, passano dall'altra parte... L'orrore di questo male, la fatidica fuga da Kariba resteranno impresse nei nostri ricordi negli anni a venire. Per altri, lontani dai nostri confini, è una questione intellettuale, non una che li tocca profondamente. Ecco la tragedia!"

### Interrotte le trattative Smith-Nkomo
I colloqui tra Smith e il leader della ZAPU, che stavano procedendo in modo molto promettente, furono immediatamente interrotti da Salisbury. Lo stesso Smith definì Nkomo un "mostro". Cilliers commentò che la fine dei colloqui Smith-Nkomo in quel momento era "potenzialmente il risultato più grave del massacro del Viscount", poiché i colloqui erano andati avanti molto prima dell'incidente. Egli ipotizza che un accordo tra i due "in questa fase critica" avrebbe potuto aiutare il governo di transizione della Rhodesia a ottenere il riconoscimento internazionale.
Il 10 settembre il primo ministro annunciò alla nazione che alcune aree del Paese sarebbero state sottoposte a una variazione della legge marziale, che secondo lui sarebbe stata applicata in particolari regioni se e quando necessario. Dichiarò l'intenzione della Rhodesia di "liquidare le attività interne di quelle organizzazioni associate al terrorismo" e avvertì i paesi vicini di prepararsi per "eventuali attacchi difensivi che potremmo intraprendere" contro le basi dei guerriglieri nei rispettivi territori. Egli affermò che la guerra si era intensificata perché la Gran Bretagna e gli Stati Uniti stavano sostenendo il Fronte patriottico. William Irvine, il co-ministro dei trasporti, avvertì i guerriglieri che la Rhodesia "non avrebbe lasciato che questi innocenti non fossero vendicati".

## Risposta militare rhodesiana

### Operazione Snoopy
Poiché ZAPU e ZIPRA avevano sede in Zambia, molti rhodesiani chiedevano a gran voce un massiccio attacco di rappresaglia contro obiettivi terroristici in quel paese, ma il primo obiettivo esterno colpito dalle forze di sicurezza dopo l'abbattimento del Viscount fu l'importante gruppo di basi della ZANLA intorno a Chimoio, in Mozambico. L'esercito rhodesiano aveva colpito ampiamente queste basi nel novembre 1977 durante l'Operazione Dingo, distruggendo gran parte delle forze dello ZANLA, ma da allora gli insorti avevano costruito un complesso chiamato "New Chimoio", leggermente a est; i nuovi campi furono distribuiti su un'area molto più ampia degli originali. In un assalto combinato aereo-terra chiamato Operazione Snoopy la Rhodesian Air Force, la Rhodesian Light Infantry e lo Special Air Service spazzarono via gran parte di New Chimoio il 20 settembre 1978. Il Mozambico inviò degli aiuti allo ZANLA sotto forma di nove carri armati T-54 di fabbricazione sovietica e quattro mezzi corazzati russi BTR-152, ma i primi furono messi in fuga e uno dei secondi distrutto dalle forze di sicurezza rhodesiane. Secondo i dati rhodesiani, ci sarebbero "diverse centinaia" di guerriglieri uccisi, mentre le forze di sicurezza hanno perso solo due soldati, uno dei quali è stato ucciso accidentalmente da un attacco aereo amico.
La Rhodesia attaccò quindi le basi di ZIPRA in Zambia, in quello che il capitano del gruppo Peter Petter-Bowyer descrisse in seguito come "tempo della vendetta" per il volo 825.

### Operazione Gatling
L'operazione Gatling fu lanciata il 19 ottobre 1978. Era un'altra operazione congiunta tra l'aeronautica e l'esercito, che contribuì con i paracadutisti del Rhodesian Special Air Service e della Rhodesian Light Infantry. L'obiettivo principale dell'operazione Gatling, a soli 16 chilometri (10 miglia) a nord-est dal centro di Lusaka, era Westlands Farm, precedentemente di proprietà dei bianchi e trasformata nel quartier generale principale e base di addestramento della ZIPRA sotto il nome di "Freedom Camp". ZIPRA presumeva che la Rhodesia non avrebbe mai osato attaccare un sito così vicino a Lusaka. Circa 4.000 guerriglieri venivano addestrati a Freedom Camp, con sul posto anche gli ufficiali anziani (con maggior esperienza). Gli altri obiettivi dell'operazione rhodesiana erano Chikumbi, 19 chilometri (12 miglia) a nord di Lusaka, e il campo di Mkushi; tutti e tre dovevano essere attaccati più o meno simultaneamente in un'ondata coordinata in tutto lo Zambia. Gli obiettivi d'assalto nel profondo dello Zambia erano i primi per le forze rhodesiane; in precedenza erano stati attaccati solo i guerriglieri vicino al confine.
Guidato dal capo squadriglia Chris Dixon, identificatosi alla torre dell'aeroporto di Lusaka come "Leader Verde", un gruppo dell'aeronautica rhodesiana volò fino in Zambia a quote molto basse (evitando così il radar zambiano) e prese il controllo dello spazio aereo del paese per circa un quarto d'ora durante l'assalto iniziale a Westlands Farm, informando la torre di Lusaka che l'attacco era contro "dissidenti della Rhodesia, e non contro lo Zambia", e che i Rhodesian Hawker Hunter stavano circondando gli aeroporti dello Zambia con l'ordine di abbattere qualsiasi caccia che avesse tentato di decollare. Gli zambiani dovettero obbedire a tutte le istruzioni del Leader Verde, non fecero alcun tentativo di resistere e interruppero temporaneamente il traffico aereo civile. Usando la pista di atterraggio di Rufunsa nello Zambia orientale come base avanzata, l'esercito rhodesiano subì solo perdite minori durante l'operazione, durata tre giorni, e in seguito dichiarò di aver ucciso oltre 1.500 membri dello ZIPRA, così come alcuni istruttori cubani.
Gli storici Paul Moorcraft e Peter McLaughlin scrissero che questo esagerava considerevolmente il numero di guerriglieri uccisi, poiché la maggior parte dell'esercito di Nkomo, che allora contava circa 10.000 combattenti, non era stato toccato. D'altra parte, i profughi disarmati spesso si accampavano all'interno o intorno alle posizioni dei ribelli, e centinaia di questi erano stati uccisi nel raid rhodesiano. Moorcraft e McLaughlin commentarono che per gli aviatori rhodesiani sarebbe stato "impossibile distinguere i rifugiati innocenti dalle giovani reclute dello ZIPRA". Sibanda descrisse Freedom Camp come "un campo profughi per ragazzi", e disse che "351 ragazzi e ragazze" rimasero uccisi. Egli sostiene che la Croce Rossa e l'Agenzia delle Nazioni Unite per i Rifugiati "hanno confermato l'affermazione dello ZAPU secondo cui le forze di Smith hanno colpito i tirocinanti civili indifesi".

## Conseguenze
Gli attacchi rhodesiani alle basi dello ZANLA e dello ZIPRA fecero molto per risollevare il morale del popolo rhodesiano dopo l'incidente del Viscount, sebbene non avessero avuto molto impatto sulle rispettive campagne di guerriglia. Nkomo e il presidente dello Zambia Kenneth Kaunda chiesero ugualmente ulteriori aiuti militari e armi migliori rispettivamente dai sovietici e dagli inglesi. La legge marziale fu rapidamente estesa alle aree rurali della Rhodesia e alla fine del 1978 copriva i tre quarti del paese. L'Air Rhodesia, nel frattempo, iniziò a sviluppare protezioni anti-Strela per i suoi Viscount. Prima che questo lavoro fosse completo, lo ZIPRA abbatté un secondo Viscount, il volo Air Rhodesia 827, il 12 febbraio 1979. Questa volta non ci furono sopravvissuti.
Dopo il secondo abbattimento, l'Air Rhodesia creò un sistema in base al quale la parte inferiore dei Viscount sarebbe stata rivestita con vernice a bassa radiazione, con i tubi di scarico contemporaneamente avvolti. Secondo i test condotti dall'Air Force, un Viscount così trattato non poteva essere rilevato dal sistema di puntamento dello Strela una volta che si trovava a oltre 2.000 piedi (610 m). Non ci sono stati ulteriori abbattimenti di Viscount in Rhodesia.
Nelle elezioni tenute l'anno successivo in base ai termini dell'Internal Settlement, boicottati dallo ZANU e dallo ZAPU, Muzorewa ottenne la maggioranza e il 1º giugno 1979 divenne il primo Primo Ministro dello stato ricostituito e governato dalla maggioranza della Rhodesia dello Zimbabwe. Questo il nuovo ordine non riuscì a ottenere il consenso internazionale, tuttavia, e nel dicembre 1979 fu concordato l'Accordo di Lancaster House a Londra dalla Rhodesia dello Zimbabwe, dal governo del Regno Unito e dal Fronte patriottico, riportando il paese al suo precedente status coloniale. Il governo del Regno Unito sospese la costituzione e assunse il controllo diretto per un periodo provvisorio. Le nuove elezioni furono vinte da Mugabe, che prese il potere nell'aprile 1980, in concomitanza con l'indipendenza riconosciuta del paese come Zimbabwe.

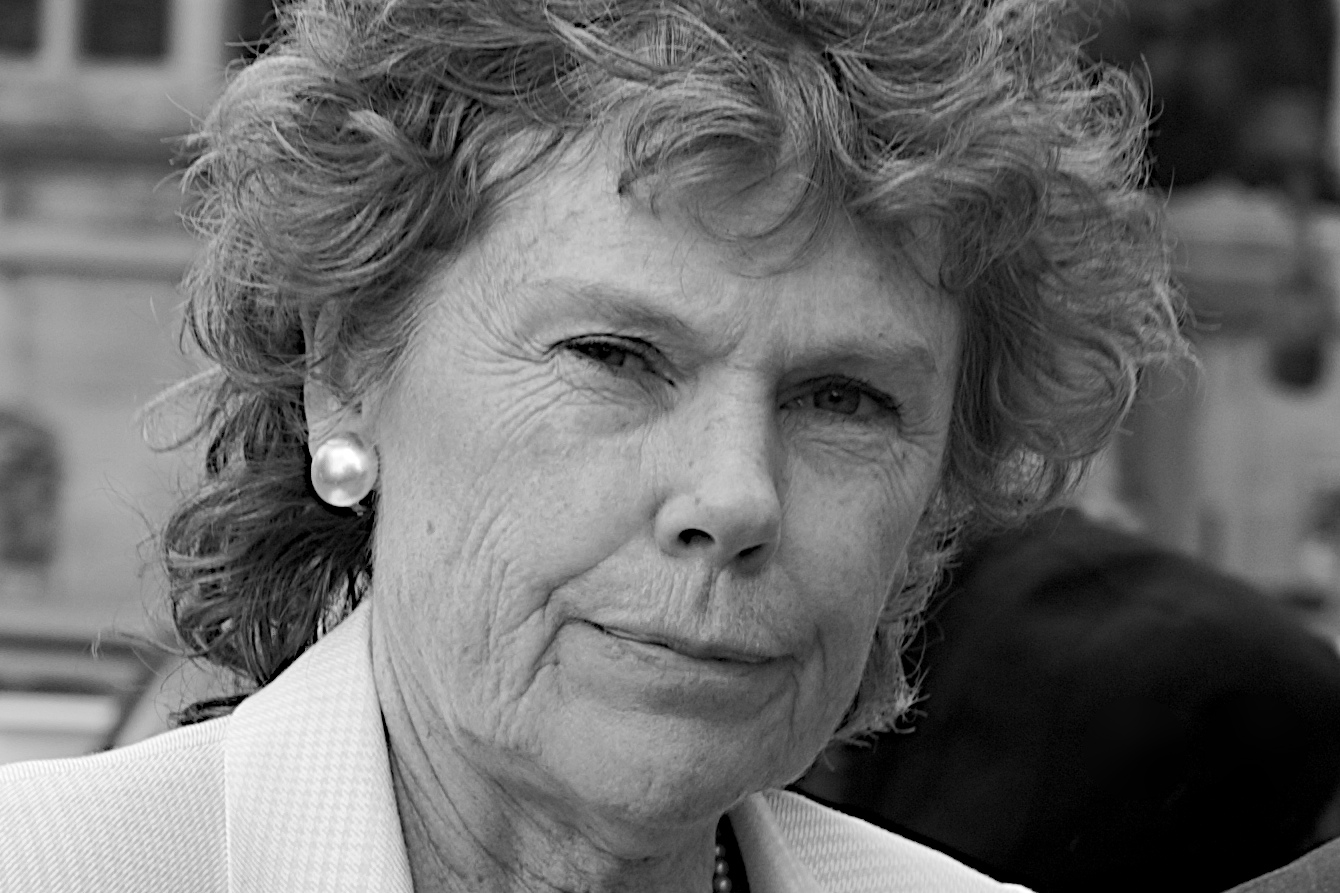
La deputata laburista britannica Kate Hoey, che nel 2013 ha proposto di commemorare le vittime dei Viscount.

## Eredità e memoriale
Nel moderno Zimbabwe non sono stati tanto gli abbattimenti dei due Viscount, ma piuttosto gli attacchi rhodesiani motivati dalla vendetta contro i campi di guerriglieri nazionalisti che sopravvivono prevalentemente nella memoria culturale. I media statali dello Zimbabwe, in particolare il quotidiano Herald, affermano spesso che le forze rhodesiane massacrarono indiscriminatamente e deliberatamente migliaia di profughi indifesi durante le operazioni Snoopy e Gatling. L'abbattimento degli aerei civili da parte della ZIPRA è nel frattempo descritto come un legittimo atto di guerra sulla base del fatto che i guerriglieri avrebbero potuto credere che avessero a bordo personale o attrezzature militari. Il massacro dei passeggeri sopravvissuti del volo 825 sul luogo dell'incidente è spesso omesso o attribuito a forze diverse dallo ZIPRA; nelle sue memorie del 1984 Nkomo ripeté la sua affermazione che i suoi uomini avevano aiutato i sopravvissuti, e ha scritto semplicemente che "Non ho davvero idea di come siano morti i dieci".
Nel 1998, in Zambia, è stato costruito un monumento alle vittime dell'attacco rhodesiano a Chikumbi dedicato congiuntamente dai governi dello Zambia e dello Zimbabwe. Un memoriale per le vittime dei Viscount rhodesiani, soprannominato Viscount Memorial, è stato eretto sul terreno del Voortrekker Monument a Pretoria, in Sudafrica, nel 2012 e inaugurato il 1 settembre di quell'anno. I nomi dei passeggeri e dell'equipaggio morti sono incisi su due lastre di granito che reggono in piedi, affiancate, la coppia sormontata da uno stemma che simboleggia un aereo. Un palo accanto al monumento sventola la bandiera della Rhodesia.
Nel febbraio 2013 la deputata laburista Kate Hoey presentò una mozione parlamentare britannica per condannare retrospettivamente gli attacchi ai due aerei e commemorare le vittime nell'anniversario della seconda sparatoria, il che suscitò proteste sulla stampa dello Zimbabwe, con l'Herald che la bollò come una "mozione Rhodie" razzista per inimicarsi l'amministrazione Mugabe e i suoi sostenitori. Dumiso Dabengwa, un ex comandante dello ZIPRA, descrisse la mossa come una provocazione motivata da una razza che andava contro lo spirito dell'amnistia promulgata a Lancaster House. Christopher Mutsvangwa, un diplomatico e analista politico, andò in una direzione simile, definendo la commemorazione proposta dalla Hoey "una provocazione...[che] significa che considerano solo la morte dei soli bianchi durante la lotta. Non si fa menzione di ciò che è accaduto ai nostri figli e figlie dentro e fuori il paese». La risposta ufficiale dello ZAPU alla mozione della deputata includeva l'affermazione che in tutti i conflitti "i civili vengono coinvolti in scontri a fuoco a causa di rapporti di intelligence errati e altri errori di comunicazione", e giustapponeva i civili uccisi negli abbattimenti del Viscount con quelli uccisi a Chikumbi.